# اورلی کسی
اورلی کسی ((به فرانسوی: Aurélie Kaci)، زاده ۱۹ دسامبر ۱۹۸۹) بازیکن فوتبال فرانسوی است که به عنوان هافبک و مدافع در لیگ برتر فوتبال زنان اسپانیا برای باشگاه رئال مادرید و تیم ملی فوتبال زنان فرانسه بازی می‌کند.

## افتخارات

### باشگاه
- لیگ ۱ فوتبال زنان فرانسه (قهرمانان فرانسه): قهرمان ۰۷–۲۰۰۶، ۰۸–۲۰۰۷، ۰۹–۲۰۰۸، ۱۰–۲۰۰۹، ۱۱–۲۰۱۰، ۱۲–۲۰۱۱، ۱۶–۲۰۱۵، ۱۷–۲۰۱۶
- جام حذفی فوتبال زنان فرانسه: قهرمان ۰۸–۲۰۰۷، ۱۲–۲۰۱۱، ۱۶–۲۰۱۵، ۱۷–۲۰۱۶
- لیگ قهرمانان اروپای زنان: قهرمان ۱۱–۲۰۱۰، ۱۲–۲۰۱۱، ۱۶–۲۰۱۵، ۱۷–۲۰۱۶